# Alexis Conaway
Alexis Conaway (* 12. Januar 1996 in Orange City) ist eine US-amerikanische Volleyballspielerin.

## Karriere
Conaway begann ihre Karriere an der MOC-Floyd Valley High School in Orange City. Von 2014 bis 2017 studierte sie an der Iowa State University und spielte in der Universitätsmannschaft Cyclones. In der Saison 2019/20 war sie in Finnland bei Liiga Ploki aktiv und gewann mit dem Verein den finnischen Pokal. Anschließend wurde sie vom deutschen Bundesligisten Rote Raben Vilsbiburg verpflichtet. 2021 wechselte Conaway zum Bundesliga-Aufsteiger VC Neuwied 77. Nach nur einer Saison verließ die Mannschaft aus Neuwied wieder und beendete ihre professionelle Volleyballkarriere.